# Макей, Владимир Владимирович
Влади́мир Влади́мирович Маке́й (бел. Уладзімір Уладзіміравіч Макей; 5 августа 1958, Некрашевичи, Гродненская область — 26 ноября 2022, Минск) — белорусский государственный деятель. Министр иностранных дел (2012—2022). Глава Администрации президента Республики Беларусь (2008—2012).

## Ранние годы
Родился 5 августа 1958 года в селе Некрашевичи Белорусской ССР. Окончил Минский государственный педагогический институт иностранных языков (1980), служил в Советской Армии (1980—1992; по некоторым данным, работал в ГРУ). Полковник запаса. Обучался в Дипломатической академии МИД Австрии (1992—1993).
В 1993—2000 годах на дипломатической службе — работал третьим секретарём управления информации и гуманитарного сотрудничества, вторым секретарём отдела анализа и прогнозирования, вторым секретарём секретариата Министерства иностранных дел (1993—1995), заместителем начальника Службы государственного протокола МИД (1995—1996), представителем Белоруссии при Совете Европы, советником Посольства Республики Беларусь во Франции (1996—1999), начальником управления общеевропейского сотрудничества МИД (1999—2000).
В 2000—2008 годах работал помощником президента Республики Беларусь. 15 июля 2008 назначен на должность главы Администрации президента Республики Беларусь. Через несколько месяцев после своего назначения Макей встретился с оппозиционным белорусским политиком Александром Милинкевичем — лидером движения «За Свободу» и экс-кандидатом на президентских выборах 2006 года. Директор Белорусского свободного театра Николай Халезин обвинил Макея в попытке дискредитации театра за деятельность Халезина, нацеленную против Лукашенко. Будучи главой президентской администрации, Макей курировал сотрудничество белорусских властей с британской PR-фирмой «Bell Pottinger». Перед выборами 2010 года обвинил белорусскую оппозицию в подготовке вооружённых провокаций.

## Министр иностранных дел
20 августа 2012 года назначен министром иностранных дел Республики Беларусь. С приходом Владимира Макея на пост главы МИД в 2012 году началась оттепель в отношениях Минска и Запада. Несмотря на то, что сам Макей на тот момент был под санкциями и невъездным в ЕС (а также в Швейцарию), Брюссель выразил готовность работать с ним. Европолитики увидели в Макее человека, с которым можно разговаривать и обсуждать существующие в Беларуси проблемы. В 2013 году с Макея были частично сняты санкции ЕС, введённые против него после белорусских выборов и протестов 2010 года. Постепенно, шаг за шагом, встреча за встречей Макей налаживал контакты и размораживал отношения Минска со странами Запада. Он смог добиться того, что ЕС отменил большую часть введенных ранее против Беларуси санкций взамен на освобождение политзаключенных и принятие решений, формально свидетельствовавших о снижении авторитарного давления в стране.
В 2013 году Владимир Макей заявлял:
Минск может сделать поворот на 180 градусов и начать интеграцию с Евросоюзом.
Через восемь лет глава МИД активно поддерживал углубленную интеграцию с Россией.
Благодаря усилиям Владимира Макея для Александра Лукашенко снова открылись двери на Западе, экономика стала разворачиваться и диверсифицироваться, политические отношения — тоже. Именно Макей стал тем человеком, с которым охотно обсуждали проблемные вопросы и успешные моменты, как в России, так и на Западе. Сам Макей периодически заявлял, что это сближение должно быть «без диктата и давления», в адрес восточного соседа при этом звучало, что Беларусь никуда не уйдет от Москвы.

### После протестов в августе 2020 года
4 июня 2020 года президент Республики Беларусь Александр Лукашенко после отправки правительства страны в отставку продлил полномочия Владимира Макея, сохранив за ним пост главы внешнеполитического ведомства республики.
В августе 2020 года появилась информация о том, что Макей якобы подал в отставку в связи с событиями в стране. Но вскоре в МИД это опровергли, а сам чиновник заявил, что стране нужны перемены, но не путём революций. Тогда же Макей признал, что из-за событий, которые последовали за выборами, Беларусь была отброшена «на много лет назад в развитии». И сразу же призвал дипломатов «не следовать слепо за массами».
В августе 2020 года, после президентских выборов и начала массовых протестов, Макей на собрании работников Министерства иностранных дел заявил, что все, кто не согласен с государственной политикой, должны уволиться. Два сотрудника центрального аппарата МИД вышли на пикет против насилия с чистыми листами бумаги и через несколько дней были уволены (сообщалось, что начальник историко-архивного отделения МИД был уволен «в связи с грубым нарушением своих трудовых обязанностей»). В ноябре 2020 года заявил о готовности прекратить сотрудничество с Советом Европы, а ранее допускал возможность полного разрыва дипломатических отношений с Евросоюзом при введении санкций. В январе 2021 года Макей обвинил зарубежных дипломатов в распространении призывов к участию в акциях протеста и размещении ими информации «конкретной антигосударственной направленности», пообещав дать «очень конкретную и жёсткую оценку такого рода фактам». В апреле 2021 года заявил, что ужесточение санкций приведёт к тому, что [белорусское] гражданское общество перестанет существовать. В июле того же года прошли обыски во многих организациях гражданского общества, после чего об этих словах Макея вспомнили снова.
Риторика Владимира Макея изменилась, он все чаще настаивал на консервации ситуации в стране, заявлял, что нельзя отдать Беларусь в руки «фашиствующей демократии», обвинял Запад в том, что тот якобы пытался реализовать в Беларуси «сценарий Украины», описывал реакцию властей на протесты как «иногда чрезмерную, но адекватную».
В феврале 2021 года бывший министр культуры Республики Беларусь и посол во Франции Павел Латушко обвинил Макея в лицемерии, заявив, что ранее он неоднократно высказывал антироссийские взгляды, налаживая отношения с западноевропейскими и американскими дипломатами, но после выборов 2020 года стал придерживаться противоположной, пророссийской точки зрения и поставил под вопрос перспективу сохранения суверенитета.
В июне 2021 года Макей назвал Литву «пигмеем» и заявил, что западные политики поощряют «поощряют головорезов». Летом того же года министр вслед за Лукашенко заявил, что после введения западных санкций белорусские власти не будут сдерживать мигрантов, направляющихся в Европейский союз.
16 февраля 2022 года (за 8 дней до вторжения России на Украину, начавшегося в том числе с белорусской территории) Макей пообещал, что после завершения учений ни одного российского военного не останется в Беларуси.
В июне 2022 года Владимир Макей попал под санкции Канады.
В сентябре 2022 года Макей в интервью France 24 заявил: «Никто в Беларуси не преследуется за политические взгляды».

## Смерть и похороны
Скоропостижно скончался 26 ноября 2022 года в возрасте 64 лет в Минске, в своём доме в Дроздах. Официально причина смерти не озвучивалась. Издание «Наша Ніва» в день смерти Макея сообщило, что причиной смерти министра стал инфаркт, но спустя три месяца со ссылкой на несколько источников в сфере медицины и госуправления заявило, что он совершил самоубийство. 1 и 2 декабря Макей должен был участвовать в заседании СМИД ОБСЕ в Варшаве. При этом Польша отказалась пустить на мероприятие министра иностранных дел России Сергея Лаврова. Некоторые политики высказали мнение, что смерть могла быть не случайна и он мог быть отравлен как противник российского влияния в Белоруссии. В декабре 2024 года Киберпартизаны заявили, что в качестве официальной причины смерти Владимира Макея в документах указаны «другие неточно обозначенные и неуточнённые причины смерти».
В тот же вечер у здания МИД Республики Беларусь в связи со смертью главы внешнеполитического ведомства был приспущен государственный флаг страны. Соболезнования выразили белорусские и российские политики, в частности, Александр Лукашенко, Сергей Лавров, Дмитрий Мезенцев, министры иностранных дел Китая, Азербайджана, Польши, Кубы, Турции, Ирана, Казахстана, Сербии и другие внешнеполитические ведомства стран, с которыми Республика Беларусь имеет дружественные отношения.
29 ноября в Центральном Доме офицеров состоялась церемония прощания, начало которой было назначено на 10 утра. Ещё до начала церемонии проститься с Владимиром Макеем пришёл Президент Белоруссии Александр Лукашенко — от его имени был возложен венок и цветы. Во время прощания у гроба прошли руководители министерств и ведомств, государственных органов, общественные деятели, деятели культуры и искусства, руководители и представители аккредитованных в Беларуси дипломатических миссий. Также на церемонию пришли государственный секретарь Союзного государства Дмитрий Мезенцев и генеральный секретарь ОДКБ Станислав Зась, специальный посланник министра иностранных дел и внешней торговли Венгрии Петер Старай, заместитель министра иностранных дел России Андрей Руденко. Личный венок был доставлен от российского певца Филиппа Киркорова, с которым Макей имел дружественные связи.
В этот же день его похоронили с воинскими почестями на центральной аллее Восточном кладбище под залп роты почётного караула и государственный гимн.
После смерти Макея несколько человек были задержаны за негативные интернет-комментарии об умершем. В январе 2023 года стало известно, что жителя Пружан осудили на два года ограничения свободы без направления в исправительное учреждение открытого типа за нецензурный комментарий под новостью об интервью Макея.

## Личная жизнь. Семья
Был женат дважды. От первого брака — сын Виталий.
Вторым браком был женат на актрисе Вере Поляковой.
Старший сын Виталий — с 2017 года и до сентября 2020 года работал заместителем начальника Управления экономического сотрудничества и устойчивого развития в Главном управлении многосторонней дипломатии Министерства иностранных дел. Ранее был советником по экономическим и экологическим вопросам в представительстве Беларуси при ООН и работал первым секретарём посольства Беларуси в Австрии. Также был консультантом в ИТ-компании IBA Group.
В 2020 году Виталий Макей уволился из министерства, а в 2021 году раскритиковал МИД, охарактеризовав как хамский его ответ на поздравление с Днём Воли от посольства США. Виталий не присутствовал на официальной церемонии прощания со своим отцом, но был на его похоронах.
Сын от второго брака — Артём.
Тёща — Татьяна Дмитриевна Полякова, доктор педагогических наук, профессор кафедры физической реабилитации, ранее — проректор Белорусского государственного университета физической культуры.
В 2019 году Макей завёл аккаунт в Instagram.
Кроме белорусского и русского языков Макей владел также английским и немецким языками.

## Оценки деятельности
Прошли годы с тех пор, как я в последний раз видел Владимира Макея, но тогда он очень четко выразил решимость не допустить перехода своей страны под контроль Кремля и не уклонялся от описания политики Москвы как империалистической— Карл Бильдт. Твит про смерть Владимира Макея.
Советник министра внутренних дел Украины Антон Геращенко допустил, что Макей был отравлен. По мнению Геращенко, тот был одним из немногих белорусских чиновников, который не находился под российским влиянием. «Макей был назван возможным преемником Лукашенко».
По мнению Павла Латушко 2020 год стал переломным в деятельности Владимира Макея, так как он стал соучастником многочисленных преступлений. Как член Совета безопасности он принимал участие в решениях, связанных с репрессиями и насилием беларусов. Был частью руководства нелегальной миграции беженцев. Посольство под его руководством массово выдавало визы мигрантам, штурмующим границы Польши, Литвы и Латвии. Публично заявлял, что гражданский сектор Беларуси будет уничтожен, если ЕС не прекратит санкции.

## Награды
- Орден Почёта (2006)[56].
- Орден Отечества III степени (2018)[57].